# موروین وای
موروین وای (انگلیسی: Murvyn Vye؛ ۱۵ ژوئیه ۱۹۱۳ – ۱۷ اوت ۱۹۷۶) یک هنرپیشه اهل ایالات متحده آمریکا بود.
از فیلم‌ها یا برنامه‌های تلویزیونی که وی در آن نقش داشته‌است می‌توان به آتش سبز، مقصد گوبی و ممکن بود آن شب باشد اشاره کرد.